# This is PiL
This Is PiL — девятый студийный альбом группы Public Image Ltd (или десятый если включать Commercial Zone). Их первый студийный альбом за 20 лет, выпущенный 28 мая 2012 года, через их собственный лейбл PiL Official.
Издание Limited Deluxe Edition включает в себя DVD с концерта под названием There Is a PiL in Heaven.

## Об альбоме
Группа Public Image Ltd. (PiL) возвратились после 17 летнего перерыва. Джон Лайдон финансировал воссоединение на деньги, полученные им от рекламы британского масла Country Life. В ноябре 2009 года в одном из интервью у Лайдона спросили, будут ли PiL записывать новый альбом, на что Джон ответил: «Да, если мы заработаем достаточно денег на концертах, то мы определённо запишем новый альбом».
Новый состав группы, включал: Брюса Смита и Лу Эдмондса, ранее игравших в PiL, а также нового участника, Скотта Фирта.
PiL начали концертную деятельность в конце 2009 года.
1 июля 2011 года, группа пришла в студию и преступила к записи нового альбом. PiL покинули студию в августе, в сентябре объявили, что недавно закончили свой новый альбом. Альбом был записан в студии Стив Уинвуда в Котсуолдсе. Лайдон сказал: «Это было единственное место, которое мы смогли найти. Это был сарай в середине Котсуолдса, без всякого вдохновения, кроме овец. Меня особенно раздражали овцы».
В феврале, официально было объявлено, что 21 апреля, в день праздника Record Store Day будет выпущен мини-альбом One Drop, с четырьмя песнями, а сам альбом — This Is PiL — будет выпущен 28 мая 2012 года.
16 марта группа выступила на церемонии празднования 10-летия канала BBC 6 Music, где помимо старых песен, сыграли две песни с нового альбома — «Deeper Water» и «One Drop».
1 и 2 апреля группа отыграла два концерта в клубе «Хэвен» (Heaven) в Лондоне, где представили ещё три новые песни «Reggie Song», «Lollipop Opera» и «Out of the Woods».

## Список композиций
| №   | Название             | Длительность |
| --- | -------------------- | ------------ |
| 1.  | «This Is PiL»        | 3:39         |
| 2.  | «One Drop»           | 4:51         |
| 3.  | «Deeper Water»       | 6:07         |
| 4.  | «Terra Gate»         | 3:47         |
| 5.  | «Human»              | 6:02         |
| 6.  | «I Must be Dreaming» | 4:13         |
| 7.  | «It Said That»       | 4:08         |
| 8.  | «The Room I Am In»   | 3:07         |
| 9.  | «Lollipop Opera»     | 6:54         |
| 10. | «Fool»               | 5:52         |
| 11. | «Reggie Song»        | 5:48         |
| 12. | «Out of the Woods»   | 9:41         |

## Издание бонус DVD — «There Is a PiL in Heaven»
DVD концерта, снятого в Лондоне, в клубе Хэвен, 2 апреля 2012 года.
1. «Deeper Water»
2. «This Is Not a Love Song»
3. «Albatross»
4. «Reggie Song»
5. «Disappointed»
6. «Warrior»
7. «Religion»
8. «USLS1»
9. «Death Disco»
10. «Flowers of Romance»
11. «Lollipop Opera»
12. «Bags» / «Chant»
13. «Out of the Woods»
14. «One Drop»
15. «Rise»
16. «Open Up»

## Участники записи
- Джон Лайдон — вокал
- Лу Эдмондс — гитара, саз, банджо, бэк-вокал
- Скотт Фирт — бас-гитара, синтезатор, бэк-вокал
- Брюс Смит — барабаны, бэк-вокал